# Volatilne masne kiseline
Volatilne masne kiseline (VFA) su masne kiseline sa ugljeničnim lancom sa šest ili manje ugljenika. One se nazivaju i kratkolančane masne kiseline. 
Volatilne masne kiseline se formiraju putem fermentacijom u crevima.
Primeri kiselina iz ove grupe: 
- Sirćetna kiselina
- Propionska kiselina
- Buterna kiselina

## Spoljašnje veze
- Архивирано на веб-сајту  (27. септембар 2011)